# 邓琬
邓琬（407年—466年），字元琬，一作元琰，南朝宋时期豫章郡南昌县（今江西省南昌市）人。鄧琬是劉子勛義嘉政權的領導人物，一手力主刘子勛抗命稱帝，雖然初時四方朝貢，形勢大好，惟其及後行為腐化，在前線大軍失敗後無計可施，更圖殺子勛獻降求活，遂被殺害。

## 生平

### 官宦世家
鄧琬祖上世代为官，父親鄧胤之在宋官至光祿勳。鄧琬最初做了江州西曹主簿，後當上南譙王劉義宣的征北行參軍，並跟隨他先後任征北參軍事、車騎參軍及車騎主簿，後任江州治中從事史。元嘉三十年（453年），太子劉劭弒父篡位，時仍為江州刺史、武陵王的宋孝武帝劉駿起兵討伐，版授鄧琬輔國將軍、南海太守，讓他領兵討伐廣州刺史蕭簡，孝武帝雖然在數月後就消滅了劉劭，於建康稱帝，不過因蕭簡堅守，鄧琬要圍攻到翌年（454年）才攻下。然而，義宣與臧質及魯爽等人於孝建元年（454）就起兵反對孝武帝，鄧琬弟鄧璩站在臧質一方，鄧琬因而被廣州刺史宗愨收捕，只是遇到大赦而獲免罪。變亂被平定後，鄧琬另一個弟弟鄧環也因鄧璩而株連被殺，但鄧琬因為有功，又遠離亂事，故沒被處死或流放。鄧琬及後一直留在廣州，很久以往才還朝，歷任給事中、尚書庫部郎、都水使者、丹陽丞，本州大中正等職。

### 義嘉政權
鄧胤之在孝武帝任征虜將軍時當過其屬官，大明七年（463年），孝武帝出行至歷陽，孝武帝就想起這份舊情，擢升鄧琬為給事黃門侍郎。大明八年（464年），鄧琬外任江州，擔任晉安王劉子勛的鎮軍長史、尋陽內史，行江州事。同年孝武帝去世，太子刘子业繼位，是為宋前廢帝。前廢帝兇悖无道，猜忌劉子勛，遂在景和元年（465年）平定何邁反抗後命人賜死子勛。使者到後，典籤謝道遇、齋帥潘欣之、侍中褚靈嗣等人奔告鄧琬，並哭著向他問計。鄧琬遂決定起兵廢黜廢帝，在景和元年十一月十九日（465年12月22日）以子勛名義宣布戒嚴，並召集諸僚屬，向他們宣布起兵的消息。眾人在錄事參軍陶亮率先表示支持後都響應，接著就開始分配職位，並準備船艦作戰。當時前軍長史、行荊州事張悅正被押送至盆口，鄧琬以子勛名義放了張悅，讓他任子勛的司馬，加征虜將軍，自己則加冠軍將軍，二人同掌內外眾事。鄧琬派了將軍俞伯奇率五百人阻斷大雷，阻截了經過當地的商旅和通訊使者，又派遣使者到各郡徵集丁男，並收集兵器，十日內就召集了五千士兵，讓他們到大雷兩岸築壘。
景和元年十一月二十九日（466年1月1日），前廢帝遇刺身亡，子勛叔父湘東王劉彧於建康獲推為帝，是為宋明帝。明帝及後進子勛車騎將軍、開府儀同三司。諸將佐在詔令送至時都十分高興，但鄧琬認為子勛如宋文帝、宋孝武帝一樣排行第三，於尋陽起兵一事又如孝武帝昔日那樣，認為必定成功，於是將詔令丟在地上說：「殿下當開端門，黃閤是吾徒事耳。」決意不受命，推子勛為帝。眾人聞言都很驚愕，鄧琬則繼續與陶亮等人修治兵器，於四方徵兵，做好作戰準備。不久鄧琬就在桑尾建牙誓師，並傳檄建康。鄧琬又偽造符命，說松滋縣有自來豹，柴桑送來的竹有「來奉天子」字樣，青龍在東淮出現，白鹿在西岡出現等；又命顧昭之撰寫《瑞命記》，建立宗廟和祭壇，甚至偽作崇憲太后蠒。泰始二年正月七日（466年2月7日），子勛正式在尋陽稱帝，建年號「義嘉」，而尋陽義嘉政權當時得到全國大部分地方的支持。
面對如此情形，宋明帝派了王玄謨等人領兵討伐，鄧琬就派了孫沖之等人領一萬前鋒先據赭圻，時郢荊湘梁雍五州都派兵支援，合共二萬人，惟時陶亮恐懼明帝軍隊，只屯軍鵲洲；不久明帝軍主將殷孝祖戰死，孫沖之又請陶亮乘機直進，但又為其拒絕，終為沈攸之反擊，退守鵲尾的濃湖。戰事持續下鄧琬為了解決軍需開支，就向人民募集錢榖，達到相應數量者以除授不同品第官職作賞賜。另鄧琬又派劉胡率領三萬兵及二千鐵騎增援鵲尾，但未能對大局造成大影響，仍舊相持，後更遭到張興世據錢谿斷絕了糧道，令鵲尾軍隊陷於劣勢。八月，鄧琬送往給劉胡等軍的糧食遭張興世所截後，劉胡在八月二十四日（9月19日）出逃，大軍遂潰。劉胡帶著二萬餘人，有數百舸的船隊返回尋陽，假稱袁顗投降，大軍潰散，只有自己統領的回來，宣稱會停盆城等待指揮。不過當晚就乘夜出走沔口。鄧琬在劉胡走後恐懼無計，只有找褚靈嗣等人商量，惟眾人都再無計策了，都只說要加大賞金重整軍力。張悅此時稱病招鄧琬去那裏討論事項，問當日力主抗明帝命的鄧琬有何計劃，鄧琬竟說：「正當斬晉安王，封府庫，以謝罪耳。」張悅見鄧琬今天要為求活命而出賣劉子勛，就以索酒的暗語招喚躲起來的伏兵，但叫了兩次伏兵都因恐懼而沒有反應，張悅次子張洵此時拿著刀走出來，其餘人見狀才跟著出來，立即就將鄧琬殺死，享年六十。而張悅最終也帶著鄧琬的頭顱向建安王劉休仁投降。

## 性格特徵
鄧琬雖然力主起事對抗明帝，但他為人鄙陋而昏昧，尤其貪婪吝嗇財寶，美酒和食品都親自揀選，主掌尋陽大政卻和兒子賣官鬻爵，終日飲酒唱歌，博弈遊玩，賓客到訪竟可十日都不見他，事情都交給褚靈嗣等三人處理，遂造成小人當道，士庶因而憤怨，上下離心。

## 延伸阅读
[在维基数据编辑]
 《宋書/卷84》，出自沈约《宋书》
 《南史/卷40》，出自李延壽《南史》